# 2011-es Billboard Japan Music Awards
A 2011-es Billboard Japan Music Awards zenei díjátadót 2012. március 3-án tartották meg a tokiói Billboard Live Tokyo épületében.

## Jelöltek
A nyertesek félkövérrel szedve.

### Slágerlistás kategóriák
Hot 100 of the Year
- AKB48 – Everyday, Katyusha

Top Album of the Year
- Mr. Children – Sense

Hot 100 Airplay of the Year
- Avril Lavigne – What the Hell

Hot 100 Singles Sales of the Year
- AKB48 – Everyday, Katyusha

Adult Contemporary of the Year
- Lady Gaga – Born This Way

Digital and Airplay Overseas of the Year
- Lady Gaga – Born This Way

Hot Animation of the Year
- Kanjani Eight – T.W.L

Classical Albums of the Year
- Cudzsii Nobujuki – Kamiszama no karute: Cudzsii Nobujuki dzsiszaku-sú

Jazz Albums of the Year
- Uehara Hiromi the Trio Project feat. Anthony Jackson & Simon Phillips – Voice

Independent of the Year
- AK-69 – The Red Magic

Overseas Soundtrack Albums of the Year
- Binan (ikimen) deszu ne

### Különdíjak
US Billboard Publisher’s Award
- Juki Szaori

Korea Billboard Special Award
- Gummy

Active Artist of the Year (Daiwa House Special Award)
- Bigmama

New Artist of the Year
- Kaoru to Tomoki, tamani Mook – Maru maru mori mori!

### Művész kategóriák
Artist of the Year
Nyertes: AKB48
További jelöltek: az alábbi öt kategória 177 jelöltje.
Top Pop Artists
Nyertesek:
- AKB48
- Avril Lavigne
- Juju
- T-ara
- TVXQ

További jelöltek:
- A.N. Jell
- AAA
- Akanisi Dzsin
- Amuro Namie
- Arasi
- B’z
- Back Number
- Big Bang
- Bruno Mars
- Bump of Chicken
- Csang Gunszok
- Dómoto Cujosi
- Exile
- F.T. Island
- Fairies
- French Kiss
- Fukujama Maszaharu
- Fumika
- Girls’ Generation
- Hamaszaki Ajumi
- Hey! Say! JUMP!
- Ikimono-gakari
- Itano Tomomi
- Jamasita Tacuró
- Jamasita Tomohisza
- Jessie J
- Josii Kazuja
- Júszuke
- Juzu
- Kalafina
- Kanjani Eight
- Kaoru to Tomoki, tamani Mook
- Kara
- Kató Miliyah
- KAT-TUN
- Kecumeisi
- Kimura Kaela
- KinKi Kids
- Kis-My-Ft2
- Kobukuro
- Kuvata Keiszuke
- L’Arc-en-Ciel
- Lady Gaga
- Lil
- Macutója Jumi
- Maeda Acuko
- Maia Hirasawa
- Maximum the Hormone
- Miwa
- Moumoon
- Mr. Children
- Ms. Ooja
- Nagabucsi Cujosi
- Nikiie
- Nisino Kana
- No ano va
- Noel Gallagher’s High Flying Birds
- Not Yet
- NYC
- Oda Kazumasza
- Passpo
- Quruli
- Radwimps
- Rumer
- Salyu
- SKE48
- SMAP
- Superfly
- Szakamoto Maaja
- Tamasiro Csiharu
- Tegomass
- Tokió dzsihen
- Uemura Kana
- Utada Hikaru
- Yui
- Yuki

Jazz Artist of the Year
Nyertes:
- Uehara Hiromi

További jelöltek:
- Beegie Adair
- Coco d’Or
- Dzsinbo Akira
- Hakuei Kim
- Issei Noro Inspirits
- Jamanaka Csihiro
- Kobajasi Kaori
- Norah Jones
- Pat Metheny
- Quasimode
- Soil & "Pimp" Sessions
- Stanley Clarke Band featuring Uehara Hiromi
- Takanaka Maszajosi
- Terakubo Elena
- Trix
- T-Square
- Uehara Hiromi the Trio Project feat. Anthony Jackson & Simon Phillips
- Yuji Ohno & Lupintic Five

Classic Artist of the Year
Nyertes:
- Mijamoto Emiri

További jelöltek:
- Cúdzsi Nobojuki
- Cúdzsi Nobojuki és Szado Jutaka
- Les Frères
- Libera
- Ucsida Micuko
- Muradzsi Kaori
- Ótomo Naoto és a Tokiói Szimfonikus Zenekar
- Ozava Szeidzsi
- Ozava Szeidzsi és a Szaito kinen Zenekar
- Pianeet kósaku
- Simon Rattle
- Szado Jutaka és a Berlini Filharmonikus Zenekar
- Tokió koszei Fúvószenekar
- Tomita Iszao
- Tsukemen
- Wilhelm Furtwängler és a Bayreuthi Szimfonikus Zenekar

Animation Artist of the Year
Nyertes:
- Mizuki Nana

További jelöltek:
- 2PM
- 765 Pro Allstars
- Aimer
- Aqua Timez
- Bump of Chicken
- B’z
- ClariS
- CN Blue
- French Kiss
- Galileo Galilei
- Garnet Crow
- Girls Dead Monster starring Marina
- Hey! Say! JUMP!
- Jakusimaru Ecuko Metro Orchestra
- Kamija Hirosi
- Kanjani Eight
- Kobukuro
- L’Arc-en-Ciel
- Monkey Majik
- Nico Touches the Walls
- No3b
- NYC
- Ono Daiszuke
- Ro-Kyu-Bu!
- Rookiez is Punk’d
- Scandal
- Starish (Ittoki Otoja, Hidzsirikava Maszato, Sinomija Nacuki, Icsinosze Tokija, Dzsingudzsi Ren és Kuruszu Só)
- Szakamoto Maaja
- T.M. Revolution
- Tamura Jukari
- Tesima Aoi

Independent Artist of the Year
Nyertes:
- AK-69

További jelöltek:
- Andymori
- The Band Apart
- Battles
- Bigmama
- CN Blue
- Daiszuke to kuro no indzsatacsi
- Dir en grey
- DJ Fumi Yeah!
- Doriko feat. Hacune Miku
- Dzsingudzsi Ren
- Fact
- Furukava Honpo
- Gero
- Girls Dead Monster starring Marina
- Golden Bomber
- Key+Lia
- Kudó Maju és Ikeda Aja
- LGYankees
- Makihara Norijuki
- Medeshima Cecil
- The Mirraz
- Mr. Big
- Radiohead
- The Ricecookers
- Ro-Kyu-Bu!
- Szendaisiricu hacsiken csúgakkó szuiszógaku – gassó-bú
- Towa Tei
- Wowaka